# Whitecross (album)
Whitecross è il primo album in studio del gruppo musicale statunitense Whitecross, pubblicato nel 1987.

## Tracce
1. Who Will You Follow – 4:02
2. Enough Is Enough – 5:44
3. He Is the Rock – 4:34
4. Lookin' for a Reason – 3:33
5. You're Mine – 4:03
6. No Way I'm Goin' Down – 4:12
7. Seein' Is Believin' – 4:28
8. All I Need – 4:13
9. Nagasake – 1:53
10. Signs of the End – 4:00

## Formazione
- Scott Wenzel – voce
- Rex Carroll – chitarra
- Mark Hedl – batteria
- Jon Sproule – basso